# Solanum sanctaecatharinae
Solanum sanctaecatharinae är en potatisväxtart som beskrevs av Michel Félix Dunal. Solanum sanctaecatharinae ingår i släktet skattor som ingår i familjen potatisväxter. Inga underarter finns listade i Catalogue of Life.